# 268 pr. n. št.
Stoletja: 4. stoletje pr. n. št. - 3. stoletje pr. n. št. - 2. stoletje pr. n. št.
Desetletja: 310. pr. n. št. 300. pr. n. št. 290. pr. n. št. 280. pr. n. št. 270. pr. n. št. - 260. pr. n. št. - 250. pr. n. št. 240. pr. n. št. 230. pr. n. št. 220. pr. n. št. 210. pr. n. št.
Leta: 273 pr. n. št. 272 pr. n. št. 271 pr. n. št. 270 pr. n. št. 269 pr. n. št. - 268 pr. n. št. - 267 pr. n. št. 266 pr. n. št. 265 pr. n. št. 264 pr. n. št. 263 pr. n. št.